# 丘爾坎帕區
丘爾坎帕區（西班牙語：Distrito de Churcampa），是秘魯的一個區，位於該國中南部萬卡韋利卡大區的丘爾坎帕省，面積141.36平方公里，海拔高度3,262米，2005年人口6,323，人口密度每平方公里45人。